# Triodontella leonina
Triodontella leonina är en skalbaggsart som beskrevs av Gilbert John Arrow 1925. Triodontella leonina ingår i släktet Triodontella och familjen Melolonthidae. Inga underarter finns listade i Catalogue of Life.